# Pakondang
Pakondang is een bestuurslaag in het regentschap Sumenep van de provincie Oost-Java, Indonesië. Pakondang telt 4482 inwoners (volkstelling 2010).